# 3-Dezoksi-D-mano-otulozonatna aldolaza
3-Dezoksi-D-mano-otulozonatna aldolaza (EC 4.1.2.23, 2-keto-3-dezoksioktonat aldolaza, KDOaldolaza, 3-dezoksioktulozonska aldolaza, 2-keto-3-dezoksioktonska aldolaza, 3-dezoksi--mano-oktulozonska aldolaza, 3-dezoksi--mano-oktulozonatna D-arabinoza-lijaza) je enzim sa sistematskim imenom 3-dezoksi--mano-oktulozonat D-arabinoza-lijaza (formira piruvat). Ovaj enzim katalizuje sledeću hemijsku reakciju
3-dezoksi--mano-oktulozonat {\displaystyle \rightleftharpoons } piruvat + D-arabinoza

## Literatura
- Nicholas C. Price; Lewis Stevens (1999). Fundamentals of Enzymology: The Cell and Molecular Biology of Catalytic Proteins (Third изд.). USA: Oxford University Press. ISBN 019850229X.
- Eric J. Toone (2006). Advances in Enzymology and Related Areas of Molecular Biology, Protein Evolution (Volume 75 изд.). Wiley-Interscience. ISBN 0471205036.
- Branden C; Tooze J. Introduction to Protein Structure. New York, NY: Garland Publishing. ISBN 0-8153-2305-0.
- Irwin H. Segel. Enzyme Kinetics: Behavior and Analysis of Rapid Equilibrium and Steady-State Enzyme Systems (Book 44 изд.). Wiley Classics Library. ISBN 0471303097.

## Spoljašnje veze
- 3-deoxy-D-manno-octulosonate+aldolase на 